# Yahaba
Yahaba (japanska: 矢巾町?, Yahaba-chō) är en landskommun (köping) i Iwate prefektur i Japan.  Kommunen ligger strax söder om residensstaden Morioka.